# هدهد درختی سبز
هدهد درختی سبز (نام علمی: Phoeniculus purpureus) نام یک گونه از سرده هدهد درختی است. 

## نگارخانه

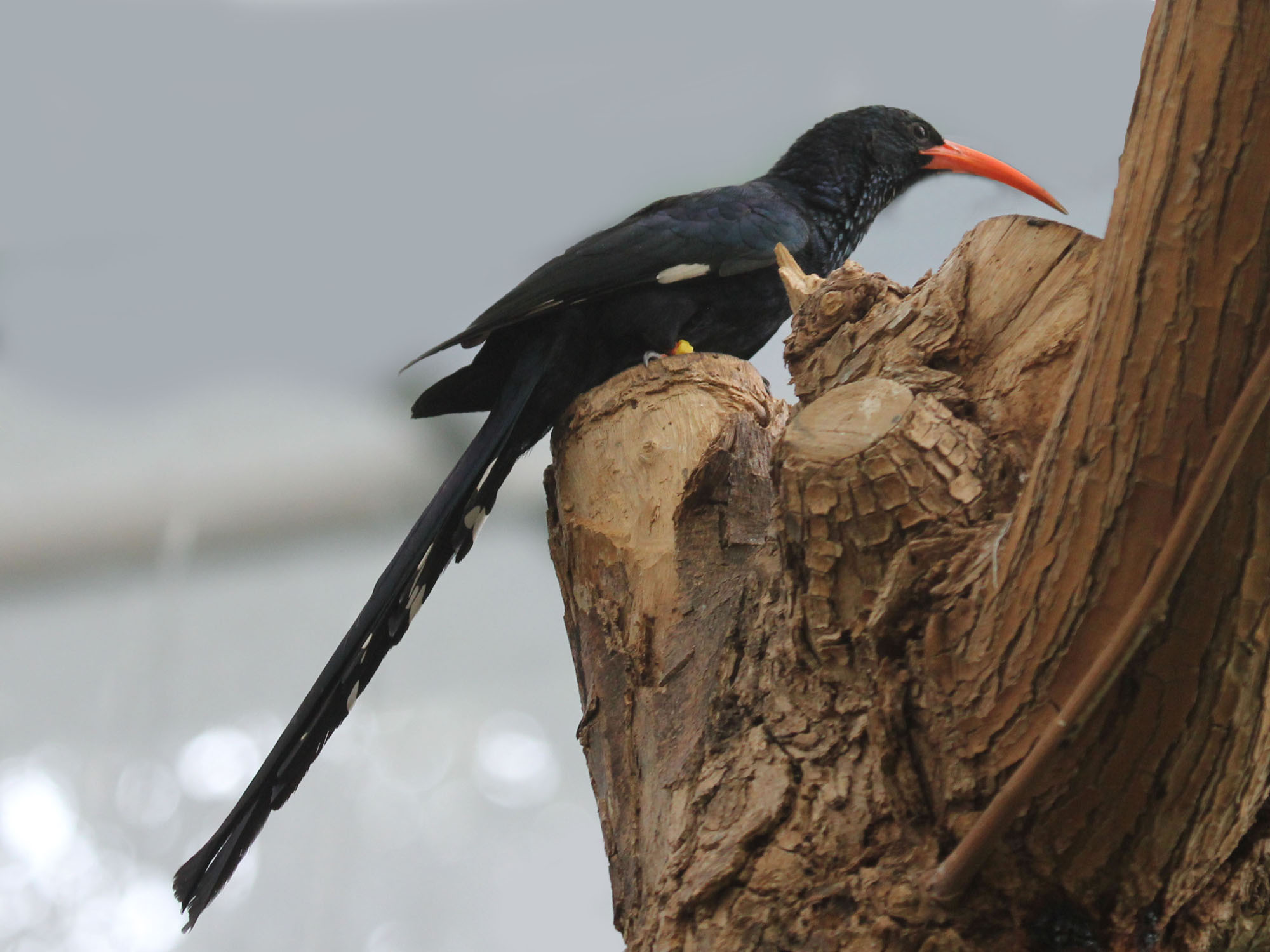
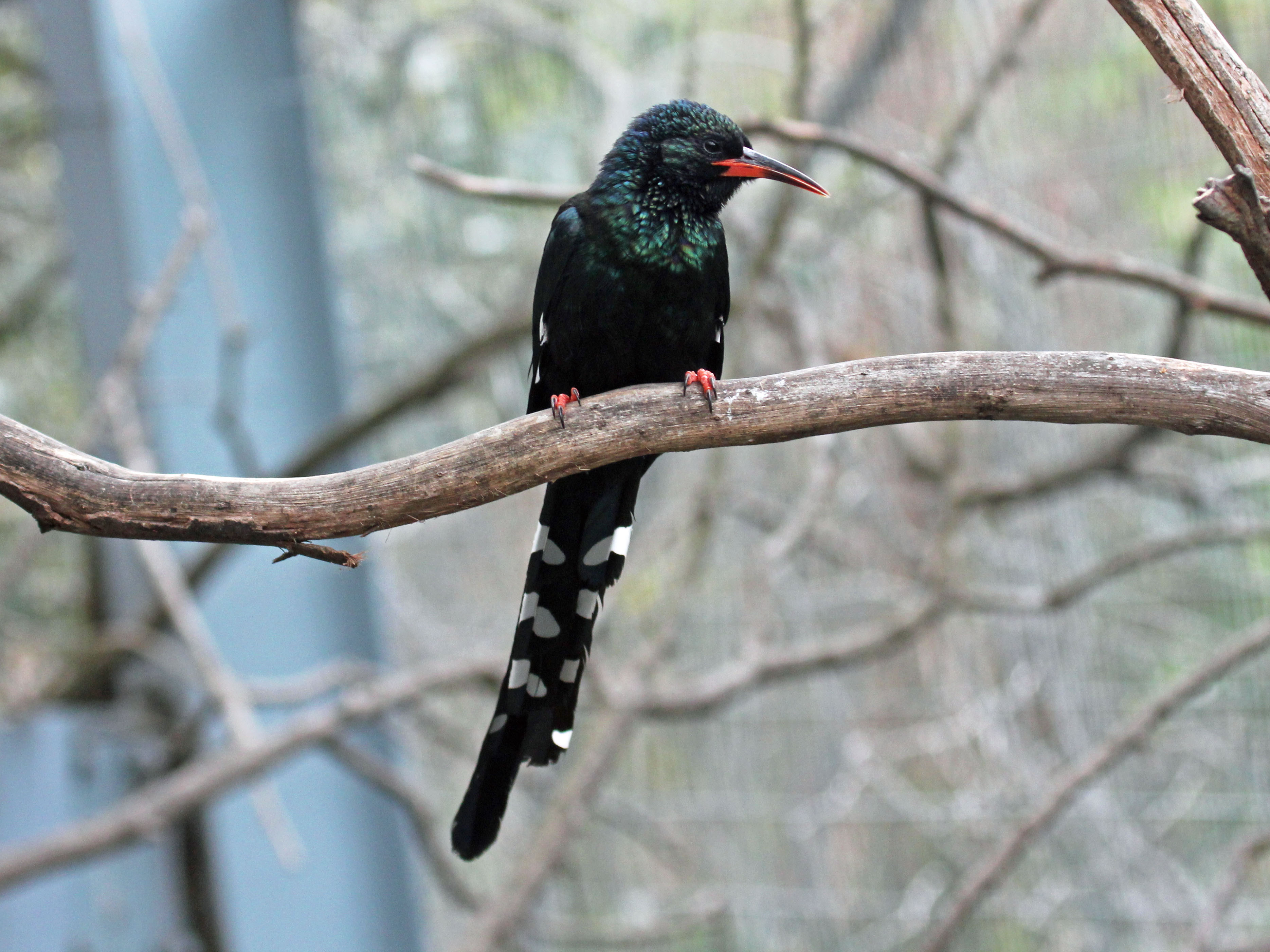
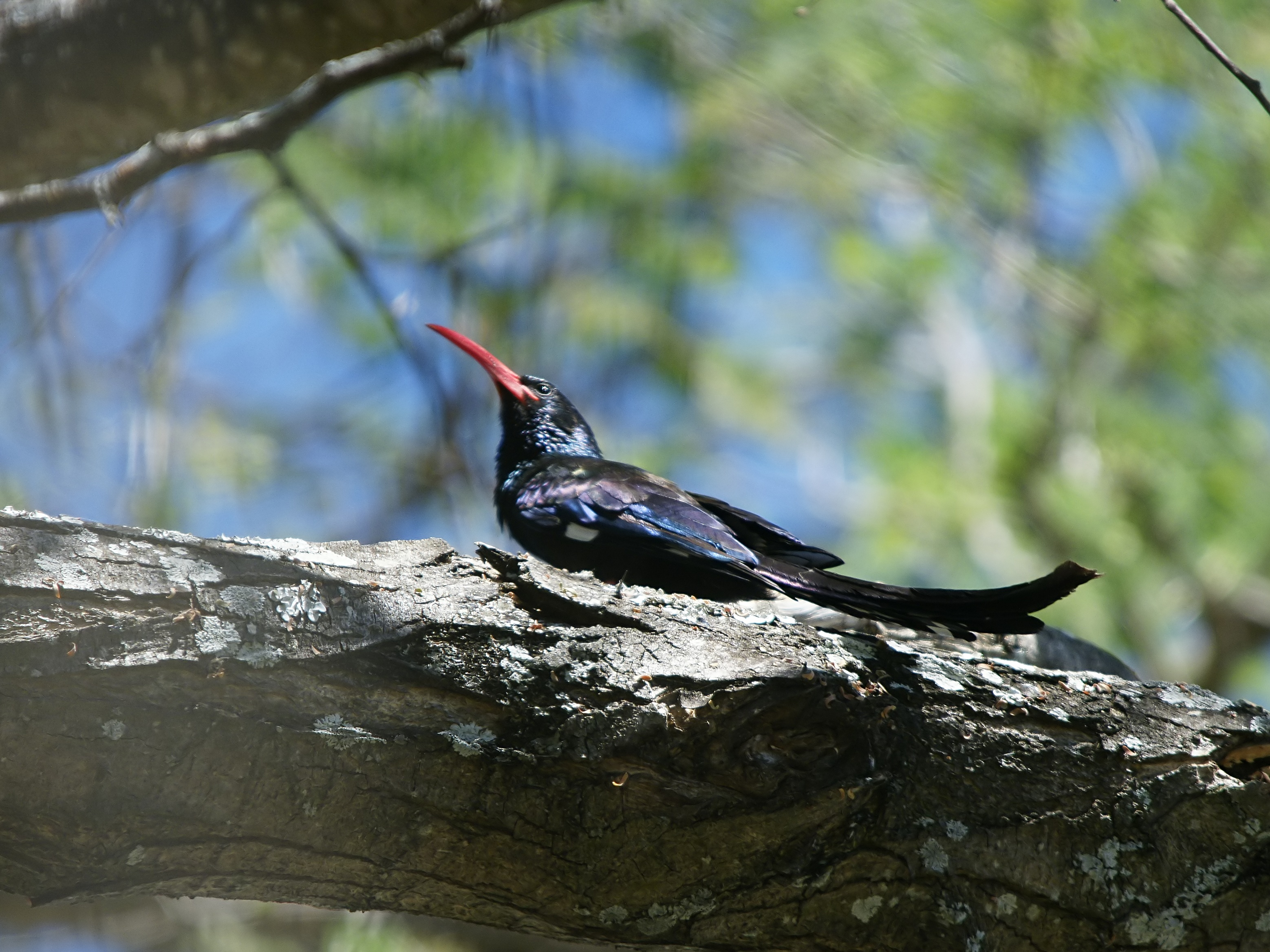
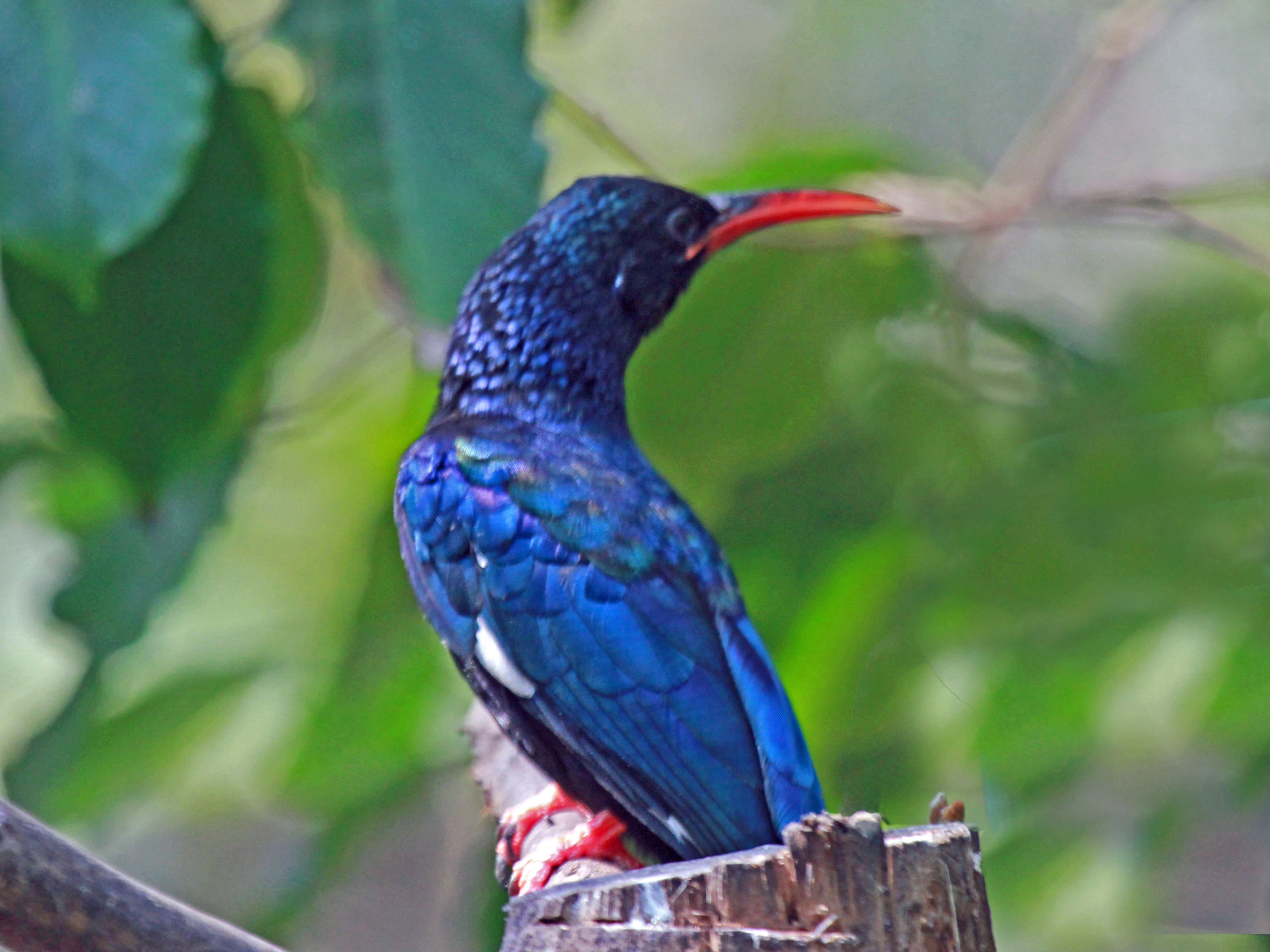
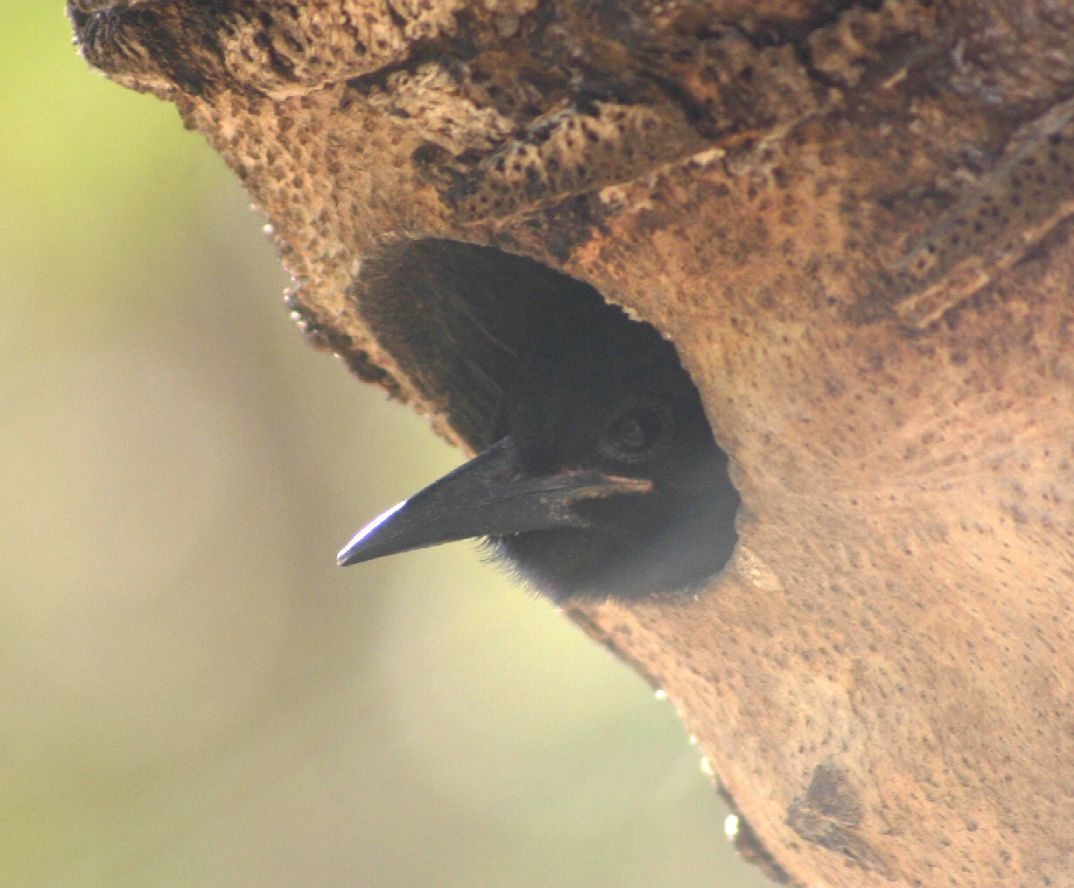